# Списак влада Југославије
У целокупном периоду постојања југословенске државе 1918–2006. деловале су 64 владе.
Никола Пашић је био председник Министарског савета КСХС у десет мандата. Никола Узуновић, као председник владе, имао је најкраћи мандат, од 8. до 15. априла 1926. Временски најдужи мандат председника владе - 20 година, имао је Јосип Броз Тито, председник Националног комитета ослобођења Југославије, 1943-1945, председник Министарског савета Демократске Федеративне Југославије, 1945-1946; председник Народне владе Федеративне Народне Републике Југославије, 1946-1953. и председник Савезног извршног већа, 1953-1963.

## Владе у време прве Југославије

### Владе у време Краљевине Срба, Хрвата и Словенаца
- Дванаеста влада Николе Пашића (1918)
- Прва влада Стојана Протића (1918 — 1919)
- Прва влада Љубомира Давидовића (1919)
- Друга влада Љубомира Давидовића (1919 — 1920)
- Друга влада Стојана Протића (1920)
- Прва влада Миленка Веснића (1920)
- Друга влада Миленка Веснића (1920 — 1921)
- Тринаеста влада Николе Пашића (1921)
- Четрнаеста влада Николе Пашића (1921)
- Петнаеста влада Николе Пашића (1921 — 1922)
- Шеснаеста влада Николе Пашића (1922 — 1923)
- Седамнаеста влада Николе Пашића (1923 — 1924)
- Осамнаеста влада Николе Пашића (1924)
- Деветнаеста влада Николе Пашића (1924)
- Трећа влада Љубомира Давидовића (1924)
- Двадесета влада Николе Пашића (1924 — 1925)
- Двадесет прва влада Николе Пашића (1925)
- Двадесет друга влада Николе Пашића (1925 — 1926)
- Прва влада Николе Узуновића од 8. до 15. априла 1926.
- Друга влада Николе Узуновића (1926)
- Трећа влада Николе Узуновића (1926 — 1927)
- Четврта влада Николе Узуновића (1927)
- Прва влада Велимира Вукићевића (1927 — 1928)
- Друга влада Велимира Вукићевића (1928)
- Влада Антона Корошеца (1928 — 1929)
- Прва влада Петра Живковића (1929, наставила као влада Краљевине Југославије по промени имена државе 3. октобра 1929)

### Владе у време Краљевине Југославије
- Прва влада Петра Живковића (1929 — 1931)
- Друга влада Петра Живковића (1931 — 1932)
- Трећа влада Петра Живковића (1932)
- Влада Војислава Маринковића (1932)
- Прва влада Милана Сршкића (1932)
- Друга влада Милана Сршкића (1932 — 1934)
- Пета влада Николе Узуновића (1934)
- Шеста влада Николе Узуновића (1934)
- Седма влада Николе Узуновића (1934)
- Влада Богољуба Јевтића (1934 — 1935)
- Прва влада Милана Стојадиновића (1935 — 1936)
- Друга влада Милана Стојадиновића (1936 — 1938)
- Трећа влада Милана Стојадиновића (1938 — 1939)
- Прва влада Драгише Цветковића (1939)
- Друга влада Драгише Цветковића (1939 — 1941)
- Влада Душана Симовића (1941)

### Владе у егзилу
- Влада Душана Симовића (1941 — 1942)
- Прва влада Слободана Јовановића (1942 — 1943)
- Друга влада Слободана Јовановића (1943)
- Влада Милоша Трифуновића (1943)
- Влада Божидара Пурића (1943 — 1944)
- Прва влада Ивана Шубашића (1944 — 1945)
- Друга влада Ивана Шубашића (1945)

## Владе у време друге Југославије

### Владе у време прелазне Демократске Федеративне Југославије
- Национални комитет ослобођења Југославије (1943 — 1945)
- Привремена влада ДФЈ (1945)

### Владе у време Федеративне Народне Републике Југославије
- Привремена влада ДФЈ (наставила као Влада ФНРЈ после прогласа Републике)
- Влада Јосипа Броза Тита од 1946. године (1946 — 1950)
- Влада Јосипа Броза Тита од 1950. године (1950 — 1953)
- Влада Јосипа Броза Тита од 1953. године (1953 — 1954)
- Влада Јосипа Броза Тита од 1954. године (1954 — )
- до 1963

### Владе у време Социјалистичке Федеративне Републике Југославије
- Савезна влада Петра Стамболића (1963 — 1967)
- Савезна влада Мике Шпиљка (1967 — 1969)
- Влада Митје Рибичича (1969 — 1971)
- Прва влада Џемала Биједића (од 1971)
- Друга влада Џемала Биједића (до 1977)
- Прва савезна влада Веселина Ђурановића (од 1977)
- Друга савезна влада Веселина Ђурановића (до 1982)
- Влада Милке Планинц (1982 — 1986)
- Савезна влада Бранка Микулића (1986 — 1989)
- Савезна влада Анта Марковића (1989 — 1992)

## Владе у време треће Југославије

### Владе у време Савезне Републике Југославије
- Влада Милана Панића (1992 — 1993)
- Прва савезна влада Радоја Контића[а] (1993 — 1997)
- Друга савезна влада Радоја Контића (1997 — 1998)
- Влада Момира Булатовића (1998 — 2000)
- Влада Зорана Жижића (2000 — 2001)
- Влада Драгише Пешића (2001 — 2003)

### Влада у време Државне заједнице Србије и Црне Горе
- Савет министара Србије и Црне Горе (2003 — 2006)